# أوتو فولك
أوتو فولك (بالألمانية: Otto Volk)‏ (و. 1892 – 1989 م) هو رياضياتي، وعالم فلك، وأستاذ جامعي ألماني، توفي في فورتسبورغ، عن عمر يناهز 97 عاماً.

## جوائز
حصل على جوائز منها:

وسام الصليب من رتبة استحقاق من جمهورية ألمانيا الاتحادية